# Dutch Open 2004
Die Dutch Open 2004 im Badminton fanden vom 29. September bis zum 3. Oktober 2004 im Sportcentrum de Maaspoort in Den Bosch statt. Das Preisgeld betrug 50.000 US-Dollar.

## Sieger und Platzierte
| Disziplin    | Gold                                       | Silber                                  | Bronze                               |
| ------------ | ------------------------------------------ | --------------------------------------- | ------------------------------------ |
| Herreneinzel | Kenneth Jonassen                           | Anders Boesen                           | Eric Pang                            |
| Herreneinzel | Kenneth Jonassen                           | Anders Boesen                           | Marc Zwiebler                        |
| Dameneinzel  | Pi Hongyan                                 | Yao Jie                                 | Judith Meulendijks                   |
| Dameneinzel  | Pi Hongyan                                 | Yao Jie                                 | Xu Huaiwen                           |
| Herrendoppel | Howard Bach Tony Gunawan                   | Thomas Laybourn Peter Steffensen        | Jesper Larsen                        |
| Herrendoppel | Howard Bach Tony Gunawan                   | Thomas Laybourn Peter Steffensen        | Simon Archer Robert Blair            |
| Damendoppel  | Lena Frier Kristiansen Kamilla Rytter Juhl | Pernille Harder Helle Nielsen           | Ragna Ingólfsdóttir Sara Jónsdóttir  |
| Damendoppel  | Lena Frier Kristiansen Kamilla Rytter Juhl | Pernille Harder Helle Nielsen           | Brenda Beenhakker Judith Meulendijks |
| Mixed        | Thomas Laybourn Kamilla Rytter Juhl        | Lena Frier Kristiansen Peter Steffensen | Pernille Harder Michael Lamp         |
| Mixed        | Thomas Laybourn Kamilla Rytter Juhl        | Lena Frier Kristiansen Peter Steffensen | Simon Mollyhus Karina Sørensen       |

## Finalresultate
| Disziplin    | Sieger                                     | Finalist                                | Ergebnis    |
| ------------ | ------------------------------------------ | --------------------------------------- | ----------- |
| Herreneinzel | Kenneth Jonassen                           | Anders Boesen                           | 15-6, 15-6  |
| Dameneinzel  | Pi Hongyan                                 | Yao Jie                                 | 11-5, 11-4  |
| Herrendoppel | Tony Gunawan Howard Bach                   | Thomas Laybourn Peter Steffensen        | 15-8, 15-7  |
| Damendoppel  | Lena Frier Kristiansen Kamilla Rytter Juhl | Pernille Harder Helle Nielsen           | 15-12, 15-8 |
| Mixed        | Thomas Laybourn Kamilla Rytter Juhl        | Peter Steffensen Lena Frier Kristiansen | 15–11, 15–7 |